# ŽKK Jedinstvo Tuzla
ŽKK Jedinstvo Tuzla (Ženski Košarkaški Klub Jedinstvo Tuzla) is een basketbalclub uit Tuzla, Bosnië en Herzegovina. Jedinstvo Tuzla komt uit in de Bosnische Liga.

## Geschiedenis
Jedinstvo werd opgericht op 5 februari 1945. In 1989 stond Jedinstvo in de finale om de EuroLeague Women. Ze wonnen die finale van Primigi Vicenza uit Italië met 74-70. In 1990 haalde Jedinstvo de finale om de Ronchetti Cup. Ze verloren die finale van Primizie Parma uit Italië met 131-150 over twee wedstrijden. Jedinstvo werd drie keer Landskampioen van Joegoslavië 1987, 1988 en 1990 en twee keer Bekerwinnaar van Joegoslavië in 1988 en 1991. Ook werden ze drie keer Landskampioen van Bosnië en Herzegovina in 1994, 1996 en 1997 en één keer Bekerwinnaar van Bosnië en Herzegovina in 2010.

## Verschillende sponsornamen
- 19??-19??: Jedinstvo-Aida
- - 2011: Trocal Jedinstvo
- 2011-heden: Jedinstvo BH Telecom

## Erelijst
- Landskampioen Joegoslavië: 3
  - Winnaar: 1987, 1988, 1990
- Bekerwinnaar Joegoslavië: 2
  - Winnaar: 1988, 1991
- Landskampioen Bosnië en Herzegovina: 3
  - Winnaar: 1994, 1996, 1997
  - Tweede: 2006, 2013
- Bekerwinnaar Bosnië en Herzegovina:
  - Winnaar: 2010
  - Runner-up: 2011, 2015
- EuroLeague Women: 1
  - Winnaar: 1989
- Ronchetti Cup:
  - Runner-up: 1990

## Bekende (oud)-spelers
- Razija Mujanović
- Mara Lakić-Brčaninović
- Tanja Pavlić-Ilić
- Zorica Dragičević
- Naida Hot
- Smilja Rađenović
- Ilvana Zvizdić
- Jadranka Savić
- Vesna Pođanin
- Dragana Jeftić
- Stojanka Došić

## Bekende (oud)-coaches
- Mihajlo Vuković